# Zátoka
Zátoka je menší záliv.

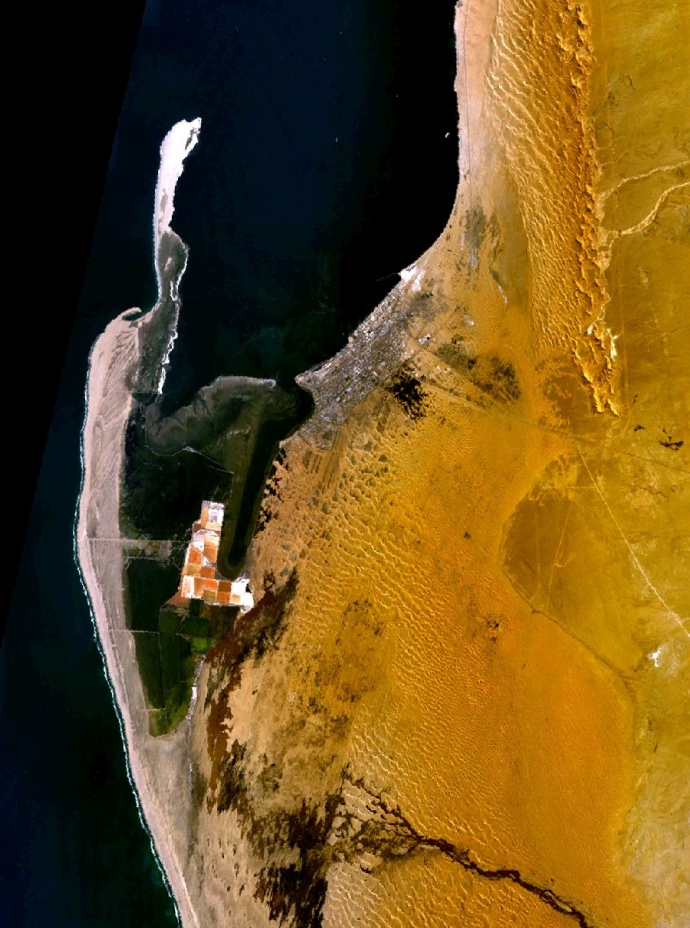
Satelitní snímek Velrybí zátoky v Namibii

Je to malá část moře, jezera nebo vodní nádrže, která je částečně oddělena od volné části vody souší (skálami, ostrovy) a tak chráněna od vysokých vln a větru. Z tohoto důvodu byly zátoky využívány jako chráněný přístav ke kotvení lodí.

## Nejznámější zátoky
- Chesapeakská zátoka
- Jamesova zátoka
- Seinská zátoka
- Velrybí zátoka (Namibie)
- Zátoka velryb
- zátoka Guantánamo
- zátoka Sviní
- Žraločí zátoka

## Zátoky v Česku
- Sluneční zátoka u Ledče nad Sázavou na Sázavě
- Žraločí zátoka u Častoboře na Slapské přehradě